# 생산 관리
생산 관리(生産管理, operations management)는 재화나 용역의 생산 면에서 생산 공정 및 사업 운영의 재설계를 설계하고 통제하는 것과 관련된 경영의 한 분야이다. 필요 시 자원을 덜 사용하면서 고객의 요건을 충족하는 효율성 면에서 사업 운영의 효율성을 보장하는 책임이 수반된다. 생산 관리는 용역의 생산, 제조, 공급 부문에서 계획, 조직, 감시와 주로 관련된다. 입력(원자재, 노동, 에너지의 형태)을 자산으로서 출력(재화 및 용역의 형태로)으로 변환하거나 제품이나 용역을 배송하는 프로세스인 전반적인 생산 시스템을 관리하는 것과 관련된다. 이를 통해 제품을 생산하고 품질을 관리하며 서비스를 만들어낸다. 생산 관리는 은행업 시스템, 병원, 기업, 공급업체, 고객과의 작업, 기술 사용과 같은 부문들을 아우른다. 생산 관리는 공급망 관리, 마케팅, 금융, 인적 자원과 함께 조직 내 주요 기능들 가운데 하나이다. 생산 관리가 기능하려면 재화와 용역의 전략적인 일일 생산의 관리가 요구된다.

## 역사
생산 관리 시스템의 역사는 수메르의 성직자들이 창고, 대출, 세금, 사업 거래의 고대 시스템을 개발한 기원전 5000년 경에 시작되었다.

## 같이 보기
- APICS
- 벤치마킹
- 비즈니스 성과 관리
- 이시카와 다이어그램
- 변화관리
- 프로젝트 관리
- 요구공학
- 업무 분업 구조

## 추가 문헌
- Daniel Wren, The Evolution of Management Thought, 3rd edition, New York Wiley 1987.
- W. Hopp, M. Spearman, Factory Physics, 3rd ed. Waveland Press, 2011 online (Part 1 contains both description and critical evaluation of the historical development of the field).
- R. B. Chase, F. R. Jacobs, N. J.Aquilano, Operations Management for Competitive Advantage, 11th edition, McGraw-Hill, 2007.
- Askin, R. G., C.R. Standridge, Modeling & Analysis Of Manufacturing Systems, John Wiley and Sons, New York 1993.
- J. A. Buzacott, J. G. Shanthikumar, Stochastic models of manufacturing systems, Prentice Hall, 1993.
- D. C. Montgomery, Statistical Quality Control: A Modern Introduction, 7th edition, 2012.
- R. G. Poluha: The Quintessence of Supply Chain Management: What You Really Need to Know to Manage Your Processes in Procurement, Manufacturing, Warehousing and Logistics (Quintessence Series). First Edition. Springer Heidelberg New York Dordrecht London 2016. ISBN 978-3662485132.